# Phil Reptil
Phil Reptil est un musicien autodidacte, guitariste et claviériste, compositeur, réalisateur et interprète, dans l'univers de la musique électroacoustique. Ses projets l'amènent à la croisée de la musique pop rock alternative et du jazz, ainsi que vers l'art performance et le design sonore.

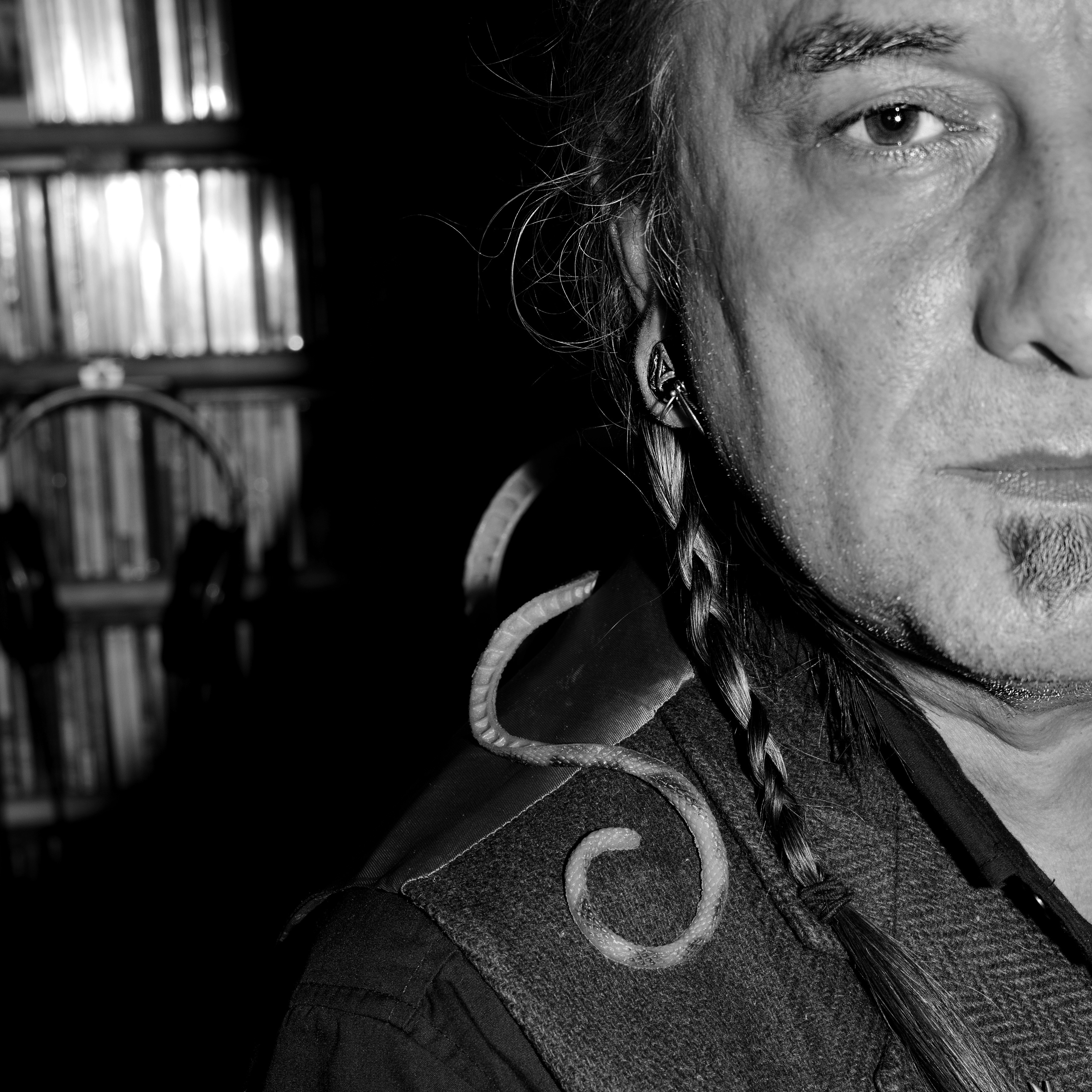
Phil Reptil

## Biographie
Né le 9 octobre 1964 à Neuilly-sur-Seine, Phil Reptil étudie la musicologie à l'Université Paris VIII et obtient une licence en 1992.
Il devient chroniqueur pour les magazines Guitare et Claviers (1990), Guitarist Magazine (1992 à 1998), Yeah! (1993), et Guitare Planète (1996), pour lesquels il réalise des interviews, des chroniques de disques, des tests de matériels de son, ainsi que des cours de guitare (Guitarist Magazine) qu'il a rassemblés plus tard dans sa méthode pédagogique "Jouer en groupe".
Dans le même temps, il travaille en studio en tant que guitariste accompagnateur et assistant de mixage (Tânia Maria, Vallée, Lucas Gillet, le Collectif Slang). Il intègre le milieu africano-parisien de l'époque (Farafina) et joue avec le jeune Richard Bona, le malien Cheick Tidiane Seck, Michot Dhin, Paco Séry, Étienne M'Bappé, Mokhtar Samba. Il accompagne sur scène plusieurs artistes, parmi lesquels Vallée et Xerak, et collabore à des masterclasses avec Steve Vai et Scott Henderson.
En tant que compositeur, il participe en 1995 à l'élaboration d'un catalogue de bruitages et d'illustrations sonores pour l'agence Sygma, puis crée des musiques de génériques et des logos sonores pour le label BDR Productions. De 2005 à 2007, il compose et réalise une série de clips et de génériques musicaux pour le Crédit agricole, et conçoit le design sonore de ses assemblées générales.
Il intervient en milieu universitaire pour enseigner les nouvelles technologies du son dans le jazz et les musiques électroniques, et développe une méthode d'improvisation collective. Il enseigne la production sonore et la réalisation à l'école EMC (Ecole Supérieure des métiers de l'image du son et du multimédia) à Malakoff.
En 2007, Phil Reptil est coréalisateur et compositeur du spectacle L'homme assis dans le couloir, d'après le roman de Marguerite Duras, avec Jacques Dutronc au Palais de Chaillot. Cette pièce avait été commandée par l'Atelier de création radiophonique de France Culture.
Phil Reptil enregistre son premier album en 1992, mais c'est en 1998 qu'il commence à être découvert par le public avec l'album La Theory du Reptil. Présenté au Salon de la musique classique et du jazz (Musicora), avec Élise Caron, Jean-Fréderic Étienne, Florent Silve, Ma-thaï Simson, David Aubaile, Médéric Collignon et Christophe Monniot.
Phil Reptil fonde son label Access Prod en 2001. En 2003, il rejoint le groupe Ensemble 4'33 du violoniste russe Alexei Aigui, avec qui il enregistre deux albums. En 2005, il crée E-330, un trio métal jazz-gore, avec Philippe Gleizes (batterie) et Jean-Philippe Morel (basse). En 2007, il fonde le trio Osteti, slam-électro rock avec Thomas Ostrowiecki (percussions) et Macdara Smith (trompette et voix), et le duo Zarboth, free rock avec Etienne Gaillochet (batterie), avec les labels "Discorporate Records" et "Exile on Main stream Records", plus présents sur les scènes et le rock indé allemands. Il travaille également avec le chanteur-guitariste Nosfell au sein du collectif Maisons Maquets (Pierre Lebourgeois, Thomas Ostrowieki, Macdara Smith, Tarik Chaouach, Etienne Gaillochet).
En 2009, Phil Reptil rejoint le trio de la chanteuse de jazz Mina Agossi pour l'album Just Like a Lady, auquel il apporte une nouvelle couleur musicale. Il compose la musique de Frontières flottantes, une chorégraphie de Yutaka Takei avec Carolyn Carlson, ainsi que Blik, une performance théâtrale présentée par la Compagnie M et Mme O en Corée du Sud. Il fait également partie de la Compagnie Forest Beats de Yutaka Takei, un laboratoire de performances expérimentales en arts visuels (danse, cirque, musique).

## Discographie
- 1992 : Gisement Georges, BDR Production (rock gothique)
- 1998 : La Theory du Reptil, Pee Wee Prod, avec Christophe Monniot, Élise Caron et Médéric Collignon (jazz core)
- 2001 : Skyluigi, Access Prod, avec Lucas Gillet (électro)
- 2002 : Oniriks, Access Prod, album solo (musique concrète)
- 2003 : VHF, Access Prod, avec Élise Caron, Médéric Collignon, Xerak (musique expérimentale autour de la voix)
- 2004 : Phil Reptil, Access Prod (électro ethno)
- 2006 : E 330 - Schizo, Access Prod (métal jazz)
- 2008 : Osteti, Access Prod (slam rock)
- 2009 : Zarboth, Discorporate Records, Head Records, avec Nosfell (noise rock)
- 2021 : Grand Barnum All Bloom au sein du groupe Zarboth avec Etienne Gaillochet et Macdara Smith (PeeWee! Label)
- 2023 : Eponyme avec Carole Agostini, Nosfell, Simon Goubert, Claude Tchamitchian, Sophia Domancich, Etienne Gaillochet et Macdara Smith. (PeeWee! Label)

Avec Mina Agossi :
- 2010 : Just Like a Lady, Naïve Records (jazz)
- 2012 : Red Eyes, avec Archie Shepp (Naïve Records)
- 2014 : Fresh (Plus Loin Music)